# Limnophora alacris
Limnophora alacris este o specie de muște din genul Limnophora, familia Muscidae, descrisă de Stein în anul 1911.
Este endemică în Bolivia. Conform Catalogue of Life specia Limnophora alacris nu are subspecii cunoscute.